# Collie-Hörnchen
Das Collie-Hörnchen (Sciurus colliaei) ist eine Hörnchenart aus der Gattung der Eichhörnchen (Sciurus). Es kommt im westlichen Mexiko vor.

## Merkmale
Das Collie-Hörnchen erreicht eine Kopf-Rumpf-Länge von etwa 24,3 bis 26,6 Zentimetern, hinzu kommt ein etwa 24,7 bis 27,4 Zentimeter langer Schwanz. Das Gewicht der Tiere reicht von etwa 330 bis 440 Gramm. Das Rückenfell der Tiere ist in der Regel dunkelgrau meliert mit gelblichen Einwaschungen gefärbt, die sich bis zum Schwanzansatz ziehen. Die Körperseiten sind heller grau, der Bauch ist weiß bis hell orange. Die Oberseite des Schwanzes ist schwarz mit weißen Einwaschungen, manchmal auch grau mit gelb und weißen Rändern.
Die Tiere besitzen zwei obere Prämolaren, nur die im nördlichen Teil des Verbreitungsgebietes besitzen manchmal nur einen. Aufgrund verschiedener Merkmale des Penisknochens, des Schädels sowie der Fellfarbe und Ökologie wurde das Collie-Hörnchen mit dem Rotbauchhörnchen (S. aureogaster), dem Bunthörnchen (S. variegatoides) und dem Yucatan-Hörnchen (S. yucatanensis) zu einem Artenkomplex zusammengefasst.

## Verbreitung
Das Collie-Hörnchen kommt in einem schmalen Streifen nahe der Küste im westlichen Mexiko von den Bundesstaaten Sonora und Chihuahua bis Sinaloa, Durango, Nayarit, Jalisco und Colima vor. Die Höhenverbreitung reicht von etwa 1290 m bis 2190 Meter.

## Lebensweise
Das Collie-Hörnchen lebt in der dichten tropischen und subtropischen Vegetation der Küstenregionen der Pazifikküste Mexikos, wo verschiedene Waldtypen besiedelt werden. Häufig handelt es sich um Hochland-Eichenwälder sowie tropische Trockenwälder (Arroyo), im Norden lebt die Art auch in den subtropisch geprägten Canyons. Häufig kommen Feigen (Gattung Ficus) und Palmen der Gattung Attalea, vor allem Attalea cohune, im Lebensraum vor. Die Art ist tagaktiv und weist am Morgen und spät am Nachmittag die größte Aktivität auf. Die Hörnchen sind vor allem baumlebend, kommen jedoch gelegentlich auch auf den Boden. Sie ernähren sich vor allem von den Früchten und Samen von Palmen, Feigen und Eichen in ihrem Lebensraum.
Die Nester (Kobel) werden im äußeren Geäst der Bäume angelegt; die Hörnchen bauen jedoch auch Nester in Baumhöhlen oder verlassenen Termitenbauten. Über die Fortpflanzung liegen nur unzureichende Daten vor. Es wird angenommen, dass die Jungtiere im März bis April geworfen werden, jedoch wurde auch im späten Mai und im Juni jeweils ein Weibchen mit einem sich entwickelnden Embryo gefangen.
Drei Arten von Tierläusen wurden als Parasiten am Collie-Hörnchen gefunden: Enderleinellus mexicanus, Enderleinellus pratti und Neohaematopinus sciurinus. Es kommt im Norden seines Verbreitungsgebietes sympatrisch mit dem Aberthörnchen (S. aberti) und dem Mexikanischen Fuchshörnchen (S. nayaritensis) vor, im Süden mit dem Mexikanischen Fuchshörnchen und dem Rotbauchhörnchen.

## Systematik
Das Collie-Hörnchen wird als eigenständige Art innerhalb der Gattung der Eichhörnchen (Sciurus) eingeordnet, die aus fast 30 Arten besteht. Die wissenschaftliche Erstbeschreibung stammt von John Richardson aus dem Jahr 1839, der die Art anhand von Individuen aus San Blas und Tepic im mexikanischen Bundesstaat Nayarit beschrieb.
Die Art ist nach dem schottischen Arzt und Naturforscher Alexander Collie benannt.
Innerhalb der Art werden einschließlich der Nominatform vier Unterarten unterschieden:
- Sciurus colliaei colliaei: Nominatform in Nayarit.
- Sciurus colliaei nuchalis: In Jalisco und Colima. Die Unterart hat einen gelblichen Nacken und ein schwarzes Abdomen, die Ohren sind mehr gelb oder rostrot als bei der Nominatform.
- Sciurus colliaei sinaloensis: In Sinaloa. Der Schädel ist größer als bei der Nominatform.
- Sciurus colliaei truei: In Sorora, Chihuahua und Sinaloa. Der Schädel ist breiter und der Hirnschädel flacher als bei der Nominatform.

## Status, Bedrohung und Schutz
Das Collie-Hörnchen wird von der International Union for Conservation of Nature and Natural Resources (IUCN) als „nicht gefährdet“ (least concern) eingeordnet. Begründet wird dies mit dem relativ großen Verbreitungsgebiet und den angenommenen hohen Bestandszahlen, die nicht so schnell abnehmen, dass eine Aufnahme in eine Gefährdungskategorie gerechtfertigt ist.
Die Tiere werden als Fleischlieferant lokal bejagt. Potenzielle Gefährdungsursachen liegen zudem in der Entwaldung der Lebensräume der Tiere und man nimmt an, dass die Bestände in den letzten 15 Jahren um 6 bis 8 % zurückgegangen sind. Der Rückgang der Bestände und die Verkleinerung der Lebensräume sind vor allem auf die Fragmentierung der Waldgebiete zurückzuführen, da sich die Tiere eher in geschlossener Vegetation aufhalten. Dies konnte anhand der Fraßspuren an Früchten von Ceiba aesculifolia nachgewiesen werden, die in geschlossener Vegetation an 100 % der Bäume nachgewiesen wurden, in fragmentierten Gebieten jedoch nur an 34 %.

## Belege
1. 1 2 3 4 5 6 7 8 9 10  Richard W. Thorington Jr., John L. Koprowski, Michael A. Steele: Squirrels of the World. Johns Hopkins University Press, Baltimore MD 2012, ISBN 978-1-4214-0469-1, S. 47–49.
2. 1 2  Troy L. Best: Sciurus colliaei. Mammalian Species 497, 23. Juni 1995 (Volltext)
3. 1 2 3 4  Sciurus colliaei in der Roten Liste gefährdeter Arten der IUCN 2015.1. Eingestellt von: P.C. de Grammont, A. Cuarón, E. Vázquez, 2008. Abgerufen am 6. September 2015.
4. 1 2  Sciurus colliaei In: Don E. Wilson, DeeAnn M. Reeder (Hrsg.): Mammal Species of the World. A taxonomic and geographic Reference. 2 Bände. 3. Auflage. Johns Hopkins University Press, Baltimore MD 2005, ISBN 0-8018-8221-4.
5. ↑  Beolens, Watkins & Grayson: The Eponym Dictionary of Mammals. Johns Hopkins University Press, Baltimore 2009, ISBN 978-0-8018-9304-9, S. 82 (Collie).